# Nothocremastus incrassatus
Nothocremastus incrassatus là một loài tò vò trong họ Ichneumonidae.